# 二人の青春 (1941年の映画)
『二人の青春』(ふたりのせいしゅん、Life Begins for Andy Hardy) は、1941年のアメリカ合衆国のコメディ映画。
16作からなるアンディ・ハーディ・シリーズ映画の11作目である。ジョージ・B・サイツが監督した。ジュディ・ガーランドが出演した最後のアンディ・ハーディ・シリーズ映画となった。

## ストーリー
アンディ・ハーディ(ミッキー・ルーニー)は高校を卒業し、大人として独り立ちを決意する。判事である父のジム(ルイス・ストーン)はアンディに大学に進学して法律を学ぶよう勧めるが、アンディはそれが自分のしたいことなのかわからず、ニューヨークで職探しをすることにする。幼馴染のベッツィ・ブース(ジュディ・ガーランド)を助手席に、意気揚々と新車でニューヨークに向かう。
アンディは、ミッドタウンで雑用係として働いていたが退職したばかりの青年ジミー(レイ・マクドナルド)と出会う。アンディは予約なしでその会社の後任の面接に向かう。アンディを待つベッツィは駐車ができず、何時間も車を運転し続けガソリンがなくなる。会社の社長の甥が後任となりアンディは職を逃す。数週間、アンディは無職のまま過ごすが、プライドが邪魔をして裕福なベッツィから借金をすることができない。会社の受付嬢ジェニット(パトリシア・デイン)が訪ねてきて、社長の甥が解雇され後任を探していると告げる。アンディは初めての職場で不器用さを事務員たちに笑われ、大人っぽいジェニットとデートを重ねて純朴さを気に入られる。ジェニットとのデートやプレゼントを含む生活費がどんどんかさむ。そしてジミーの急死に心を痛める。
アンディは書簡を入れ間違える失敗をし、解雇を恐れる。両親に自分の生活ぶりを知られたくなかったが、父親がベッツィから話を聞き、アンディに実家への帰宅を促す。アンディは人生において苦い経験をし、まだ色々学ばねばならないと気づく。アンディは地元に戻り、得意の自動車修理の職を得る。

## キャスト
- ジェイムス・K・ハーディ判事：ルイス・ストーン
- アンディ・ハーディ：ミッキー・ルーニー
- エミリー・ハーディ夫人：フェイ・ホルデン
- ポリー・ベネディクト：アン・ラザフォード
- アウント・ミリー・フォレスト：サラ・ヘイデン
- ジェニット・ヒックス：パトリシア・デイン
- ジミー・フロビシャー：レイ・マクドナルド
- ベッツィ・ブース：ジュディ・ガーランド

## 興行収入
MGMの記録によると、アメリカとカナダで$1,684,000、その他で$810,000の興行収入があり、$1,324,000の利益となった。